# 光明發電廠
大甲溪發電廠光明分廠為一座規劃中位於臺灣臺中市和平區的抽水蓄能式水力發電廠，該座發電廠由台灣電力公司進行設計與規劃，利用大甲溪上游的德基水庫作為上池，以及德基水庫下游的谷關水庫作為下池來進行抽蓄發電，該項水力發電開發案於1997年由台電公司完成規劃，然而最終並無推動。直到2016年6月，行政院經濟部與台電公司有意重啟抽蓄水力發電廠開發案，光明水力發電計劃即列於重啟計畫的名單中。2022年3月環評大會審議，決議進入二階環評。

## 沿革
光明發電廠是台灣電力公司於1997年完成規劃，預計成為繼明湖抽蓄水力發電廠以及明潭抽蓄水力發電廠之後的第三座大型抽蓄水力發電廠開發案。當時，這項計畫被台電公司命名為「光明計畫」，其得名於因發電廠的廠址計畫設址在大甲溪上游省道台8線中橫公路光明橋附近而得名。
光明計畫預計將同是台電公司所管轄的德基水庫，以及谷關水庫分別作為上池以及下池，再於這兩座水庫之間，興建一座抽蓄水力發電廠。計畫內容為，利用光明發電廠內裝置容量700MW的抽蓄水力發電機組將上游德基發電廠（現大甲溪發電廠德基分廠）以及青山發電廠（現大甲溪發電廠青山分廠）的發電尾水進行再利用發電，發電尾水排入谷關壩後，再透過夜間用電離峰時間，利用核能發電廠發電過剩的電力，將排到谷關水庫的尾水經由長約10公里的壓力鋼管抽回德基水庫蓄留。
光明計畫於1997年完成規劃後，開始進行地質鑽探作業，預估總投資金額為新臺幣200億元。並且，由於發電廠的計畫廠址皆位於國有林班地內，該地區也都無居民居住，因此進展順利。最終卻因當時台灣電力公司評估，第四核能發電廠尚未興建，加上燃煤火力發電廠也尚未開始大規模興建，當時火力發電廠僅以燃料價格比煤炭更高昂的天然氣作為主要燃料，而抽蓄水力其興建意義在於利用成本低廉的電力來抽水，因此台電公司認為光明計畫如興建完成，將不符合原本的成本效益考量，因此決議暫停光明計畫的推動。
直到2016年夏季，由於臺灣用電負載持續攀升，導致全島發電備轉容量率持續下探。加上近年環保意識抬頭、日本2011年福島第一核電廠事故後續效應，使得大型火力發電廠以及核能發電廠興建及運轉不易。因此，行政院經濟部指示台灣電力公司，開始蒐集曾經探討過抽蓄水力發電計劃的報告書，探討重啟興建大型抽蓄水力發電廠以做為太陽能的儲能備用發電廠。其中，便包含光明計畫在內的翡翠水庫、石門水庫，以及南化水庫等6～7個廠址，預估投資金費將高達新臺幣500億元，並利用10年的時間完成興建。預計蒐集並彙整完成後，將送交至經濟部進行更進一步討論。
2022年3月環評大會審議，光明發電廠計畫總裝置容量368MW以下，預計於2034年啟用。但調查曾發現熊鷹、大冠鷲、台灣黑熊等多種保育類動物活動，依《環境影響評估法施行細則》需進行二階環評。

## 設施

### 發電機組

#### 1997年規劃
| 名稱   | 發電機組型號           | 機組數量 | 發電方式 | 有效落差（公尺） | 單一機組用水量（CMS） | 容量（MW） | 位置         | 興建年代 | 狀態   |
| ------ | ---------------------- | -------- | -------- | ---------------- | --------------------- | ---------- | ------------ | -------- | ------ |
| 一號機 | 可逆式抽水水輪發電機組 | 1        | 抽蓄式   | 425公尺          | 62.6CMS               | 235MW      | 臺中市和平區 |          | 已取消 |
| 二號機 | 可逆式抽水水輪發電機組 | 1        | 抽蓄式   | 425公尺          | 62.6CMS               | 235MW      | 臺中市和平區 |          | 已取消 |
| 三號機 | 可逆式抽水水輪發電機組 | 1        | 抽蓄式   | 425公尺          | 62.6CMS               | 235MW      | 臺中市和平區 |          | 已取消 |

#### 2016年規劃
| 名稱   | 發電機組型號           | 機組數量 | 發電方式 | 有效落差（公尺） | 單一機組用水量（CMS） | 容量（MW） | 位置         | 興建年代 | 狀態   |
| ------ | ---------------------- | -------- | -------- | ---------------- | --------------------- | ---------- | ------------ | -------- | ------ |
| 一號機 | 可逆式抽水水輪發電機組 | 1        | 抽蓄式   | 425公尺          | 52CMS                 | 184MW      | 臺中市和平區 |          | 計畫中 |
| 二號機 | 可逆式抽水水輪發電機組 | 1        | 抽蓄式   | 425公尺          | 52CMS                 | 184MW      | 臺中市和平區 |          | 計畫中 |

## 資料來源
1. 1 2 3 4  王玉樹. . 中時電子報. 2016-06-19  [2016-06-21]. （原始内容存档于2019-05-14） （中文（臺灣））.
2. 1 2  徐翠玲. . 大紀元. 2016-06-19  [2016-06-21]. （原始内容存档于2022-04-14） （中文（臺灣））.
3. 1 2  . 環境資訊中心. 2022-04-14  [2022-07-08]. （原始内容存档于2022-04-14） （中文（繁體））.
4. 1 2 3 4 5  黃鴻銓. . 綠色公民行動聯盟. 1997-07-12  [2016-06-21]. （原始内容存档于2020-01-29） （中文（臺灣））.
5. 1 2  . 三立新聞網. 2016-06-19  [2016-06-21]. （原始内容存档于2016-06-20） （中文（臺灣））.
6. ↑  王玉樹. . 中時電子報. 2016-06-19  [2016-06-21]. （原始内容存档于2019-05-15） （中文（臺灣））.